# Into the Woods
| 전문가 평가 | 전문가 평가 |
| 총 점수     | 총 점수     |
| 출처        | 점수        |
| ----------- | ----------- |
| 메타크리틱  | 75/100      |
| 평가 점수   |             |
| 출처        | 점수        |

《Into the Woods》는 2017년 5월 5일에 발매된 영국의 스페이스 록 밴드 호크윈드의 서른 번째 스튜디오 음반이다. 이 음반은 영국 음반 차트에서 34위로 정점을 찍었다. 플래닛 록의 필 알렉산더와의 인터뷰에서 데이브 브록은 이 음반을 "《The Machine Stops》 이야기의 연장선"이라고 설명했다.

## 배경
밴드의 라인업은 기타리스트 겸 가수 데이브 브록, 드러머 리처드 채드윅, 가수 미스터 디브스와 함께 한동안 안정세를 보였다. 베이시스트 헤이즈 휘튼은 이전 음반 《The Machine Stops》에 니얼 혼을 대신해 게스트로 참여했으며, 기타리스트 매그너스 마틴 (타란티즘 밴드가 호크윈드를 자주 지원했던)은 밴드와 함께 첫 녹음을 했다.
그들은 2017년 3월부터 5월까지 영국 투어를 통해 음반을 홍보했으며, 오프닝 세트로 어쿠스틱 공연을 선보였다. 5월 26일에 열린 라운드하우스 메인 쇼는 12월 8일에 2CD/DVD 박스 세트로 《Hawkwind At The Roundhouse》로 발매되었으며, 그룹은 12월 1일에 매튜 라이트의 채널 5 일일 아침 텔레비전 프로그램 《더 라이트 스터프》에서 어쿠스틱 버전의 〈Ascent〉를 연주하는 홍보에 참여했다.

## 곡 목록
| #   | 제목                     | 작사·작곡                            | 재생 시간 |
| --- | ------------------------ | ------------------------------------ | --------- |
| 1.  | 〈Into the Woods〉       | 데이브 브록                          | 6:16      |
| 2.  | 〈Cottage in the Woods〉 | 브록                                 | 3:51      |
| 3.  | 〈The Woodpecker〉       | 브록, 리처드 채드윅                  | 0:51      |
| 4.  | 〈Have You Seen Them?〉  | 브록, 헤이즈 휘튼, 채드윅, 존 더비셔 | 6:58      |
| 5.  | 〈Ascent〉               | 브록                                 | 3:41      |
| 6.  | 〈Space Ship Blues〉     | 브록, 휘튼, 채드윅                   | 6:35      |
| 7.  | 〈The Wind〉             | 브록, 휘튼, 채드윅                   | 4:09      |
| 8.  | 〈Vegan Lunch〉          | 브록                                 | 5:18      |
| 9.  | 〈Magic Scenes〉         | 브록, 휘튼, 채드윅                   | 6:11      |
| 10. | 〈Sentinel〉             | 더비셔                               | 2:13      |
| 11. | 〈Wood Nymph〉           | 브록, 휘튼, 채드윅                   | 5:57      |
| 12. | 〈Deep Cavern〉          | 더비셔                               | 2:26      |
| 13. | 〈Magic Mushrooms〉      | 더비셔                               | 9:27      |